# Katedrála svatého Štěpána (Mety)
Katedrála svatého Štěpána v Metách (francouzsky Cathédrale Saint-Étienne de Metz) je katolická katedrála ze 13. století nacházející se v hlavním městě departementu Moselle, v severovýchodní Francii v regionu Grand Est, ve městě Mety (francouzsky Metz) na Place d'Armes.
Pro své četné barevné vitráže, přesahující plochu 6500 m², se katedrála přezdívá Boží lucernou nebo také Božím světlem, (francouzsky „lanterne du bon Dieu“). Katedrála je se svými 41,41 metry třetí nejvyšší ve Francii a pro velice podobné řešení dispozice elevace katedrály, triforia a postranních arkád bývá často přirovnávána ke katedrále ve Štrasburku. (Obě města náležela až do 17. století do Svaté říše římské a jejich architektura byla tudíž silně ovlivněna německou gotikou.)

## Historie

### Období do 13. století
Dva sousedící kostely odděleny zdí či mříží daly za vznik metské katedrále. Toto dělení nebylo zvenku katedrály patrné. Na východě to byl kostel Saint Étienne a na západě kolegiátní kostel Notre-Dame-la-Ronde, který se rozkládal na půdorysu prvních třech klenebních polí současné katedrály. Původně byla v plánu mnohem nižší stavba, o čemž svědčí nízké arkády, po změně plánů došlo k jejímu přizpůsobení nejmodernější francouzské architektuře. Získala tak nejen nezvykle vysoké prosvětlené triforium, nýbrž také mohutnou zónu bazilikálních oken. Zmíněné části katedrály přesto nepůsobí předimenzovaně, protože jsou velmi jemně členěné a zakončené ostrým klenutím.

### 14. – 16. století
Po smrti biskupa Jacques de Lorraine (1239-1261), který v rámci svého pontifikátu, nechal oba kostely ve 13. století rekonstrukcí spojit, práce na dlouhou dobu ustaly. Znovu se obnovily až za biskupa Adhémar de Monteil (1327-1361), kdy byla dokončena hlavní loď katedrály. Hlavní oltář Notre-Dame-la-Ronde byl vysvěcen v roce 1347. Interiér katedrály byl nejspíše dokončen v letech 1381, v době kdy se začalo s umisťováním vitráží. Transept neboli příčná loď spolu s chórem neboli kněžištěm původního románského kostela přežily v nezměněné podobě až do konce 15. století. V roce 1486 byla započata výstavba severního ramene transeptu. 12. května 1504 byl položen první kámen ramene jižního. Chór katedrály, který byl započat nedlouho poté, byl dokončen v roce 1520.
Katedrála v Metách znamenala pro gotickou architekturu v Říši obrat: od té doby už zde tento sloh nebyl svébytně přetvářen, naopak se objevovaly pokusy skutečně se vyrovnat francouzským vzorům.

### 18. století
V roce 1764 tehdy známý architekt Blondel prezentoval návrh na přestavbu a modernizaci fasády, k jejíž realizaci naštěstí nikdy nedošlo a nebyly tak nevratně zničeny výjimečné středověké prvky stavby.

### 19. století
Stavba byla poničena požárem v roce 1877. Němcům se podařilo v roce 1880 katedrálu dokončit, zbavit ji příměs 18. století a obnovit tak její gotický styl. Došlo ale také k nežádoucí výzdobě, která snesla vlnu kritiky. Císař Vilém II. byl zvěčněn ve výzdobě na západní fasádě v podobě proroka Daniela. Dochází tak mimo jiné ke germanizaci politiky. Císař město i „svou“ katedrálu později několikrát poctil svou návštěvou. Až v roce 1918, byl prorokovi retuší odstraněn knír.

## Stavební etapy katedrály
S novostavbou katedrály v Metách se začalo ve 40. letech 13. století. Velký problém znamenalo od začátku ohraničení stavebního místa na obou koncích. Chór a východní rameno transeptu mohly být proto postaveny teprve o mnoho let později, v letech 1486 až 1530, zatímco plánované prodloužení katedrály na západ vyřešil architekt originálně: včlenil do novostavby kolegiátní kostel Notre-Dame-la-Ronde. Už jen nezvyklá poloha věží uprostřed podélné lodi dnes prozrazuje, kde katedrála kdysi končila.
Na konci 15. století byla započata výstavba severního ramene transeptu a na začátku století 16. ramene jižního. Chór ve východní části katedrály byl dokončen v roce 1520.
Jihozápadní vstup s portálem zasvěceným Panně Marii byl přistavěn na konci 19. století a počátkem 20. století se katedrála dočkala vstupního portálu na tradiční západní straně.

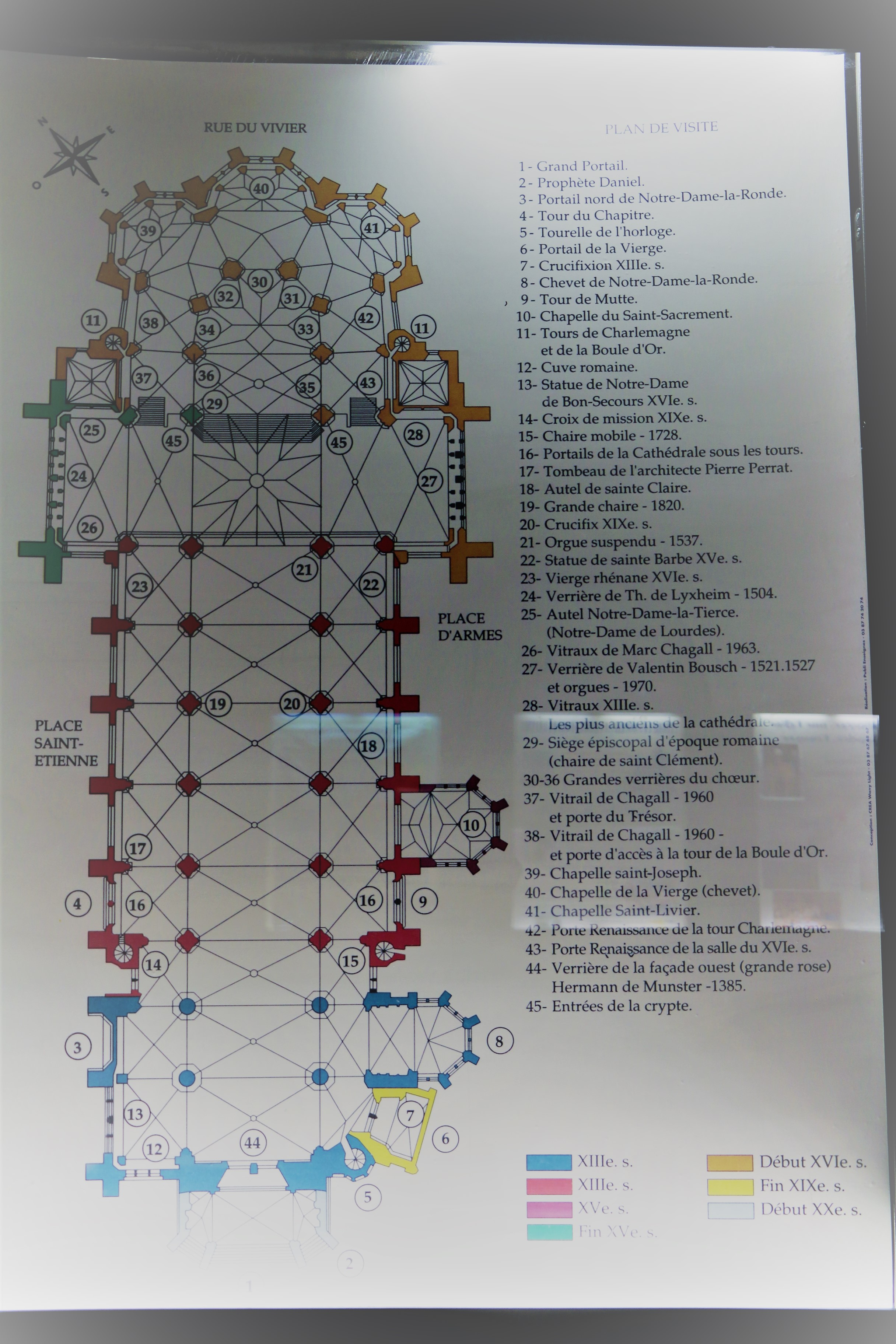
Etapy výstavby katedrály svatého Štěpána v Metách

## Popis katedrály
Gotická trojlodní stavba o osmi polích s hlavní lodí o délce 15,60 m a výšce 41,41 m a dvěma postranními užšími loděmi dosahujících pouze 14,3 m je prolnuta pravoúhlým transeptem o pěti polích (43,10 m výška, 46,80 m délka a 16,34 m šířka transeptu) s půlkruhově zakončeným chórovým závěrem s ochozem. Chór neboli kněžiště či presbyterium rezervované pouze kněžím je ukončeno třemi pětibokými apsidami utvářející prostor pro kapli sv. Josefa, Panny Marie a sv. Liviera.
V jižní a jihozápadní části katedrály vychází z vedlejší lodě kaple sv. Svátosti, kaple Notre-Dame-la-Ronde a současný hlavní vstup do katedrály s portálem zasvěcený Panně Marii z 18. století, restaurovaný v roce 1885 do novogotické podoby. Západní vstup není v současné době využíván pro jeho funkci a je oplocen.
Plynulost vedlejších lodí je ve 4. klenebním poli ze západu přerušena párem různě vysokých věží. Jižní fasádě dominuje věž vysoká 88 m (s praporem až 93 m) zvaná Tour de Mutte (Reptající věž). Severní fasádu naopak zdobí kapitulní věž dosahující jen 69 m. Asymetrie se tak u této katedrály neobjevuje pouze u kaplí. Obě věže jsou čtvercového půdorysu. Naopak dvěma věžemi malého kruhového půdorysu (Tour de Charlemagne a Tour de La Boule d'Or) se mohou pyšnit fasády katedrály v místech dotyku transeptu a ochozu kněžiště.
Stavba má rozlohu 3500 m². Délka celkové stavby činí 136 m a 123,2 m v interiéru. 33 m odpovídá šířce západní fasády. Výška klenby činí 41,41 m. Stavební materiál nosných i nesených prvků katedrály je kámen a pochází z dosud fungujícího kamenolomu Jaumont vzdáleném přibližně 20 km od katedrály severozápadním směrem. Právě žlutý vápenec z Jaumont dává katedrále specifický vzhled při západu slunce, kdy jí dává charakteristický pozlacený lesk.

## Exteriér kostela
Katedrála, i přesto, že prošla třemi staletími výstavby, má soudržný charakter. Hlavní loď pochází ze 13. a 14. století, tedy éry vrcholné gotiky rozpoznatelné velkými okny. Podobně je tomu i u západní fasády. V případě transeptu a chóru bylo o sto let později dosaženo vybudování tzv. skleněné stěny, kdy převážná část fasády je tvořena okny (inspirováno z Toul).

### Opěrný systém
Středověcí stavitelé katedrál se snažili dosáhnout co možná největší a nejvyšší chrámy s maximálními plochami oken. To vedlo k problémům - sloupy musely unést velké zatížení. Síly vznikající vahou a pnutím klenby je navíc odtlačovaly do stran. Stavitelé na tyto problémy reagovali a postupně nalezli dokonalou formu vnějšího opěrného systému. Vnější opěrný systém přenáší vodorovné síly klenby pomocí opěrných oblouků na vedlejší řady sloupů, které se už z větší části nachází mimo vnitřní prostor stavby.
Odvážnou konstrukci vnějších opěrných oblouků katedrály v Metách ve 41,7 metrů nad zemí zahájil ve druhé polovině 14. století architekt Pierre Perrat (1340-1400). Je tedy považován za prvního známého architekta stavby. Pyšní se také katedrálami v Toul a Verdun, které stavěl v jednom čase. Po jeho smrti byl pochován pod hlavní loď metské katedrály. Katedrála v Metách je tak třetí nejvyšší katedrálou ve Francii, za katedrálou v Beauvais (48 m před zborcením) a té v Amiens (42,3 m).
Šest vnějších opěrných oblouků na jižní a šest na severní straně katedrály (podél hlavní lodě a přímo nad loděmi vedlejšími) přebírá vodorovnou složku síly z klenebních žeber interiéru katedrály a přesouvá ji do šesti a šesti opěrných pilířů. Síla se tím dostává níže k základům a stává se stabilnější. Vzhledem k tomu, že se vnější opěrné pilíře nachází mimo interiér stavby, nejsou na ně kladeny takové estetické nároky a mohou být tak masivní, aby byly schopny se s oběma složkami síly vyrovnat. Čím je totiž sloup masivnější a těžší, tím větší síly dokáže přenést. Proto jsou pilíře obvykle opatřeny ještě fiálami - věžičkovitými nástavbami, které zvyšují jeho hmotnost. Fiály jsou v případě metské katedrály zdobeny klasicky kraby a ukončeny křížovou kytkou nebo poněkud netradičně sochou ptáka s roztaženými křídly. Stejná technika odvodu tlaků stropní části je využita i po obvodu chórové části na východě katedrály.

### Portál a okna
Katedrála se může pochlubit dvěma portály: na západní straně hlavním neoklasicistním portálem od architekta Jacques-Francois Blondela z roku 1764 a na východní straně portál Panny Marie z konce 20. století. Oba portály mají klasický tvar lomeného oblouku, připomínající sepnuté ruce modlící se osoby.
Západní portál je rozdělen na dva menší postranní a jeden větší středový s hlavním vstupem. Mezi jednotlivými částmi se tyčí sloupy s figurální výzdobou s chrliči, vimperky a fiálami s kraby zakončené soškami andělů. Trojúhelníkovému štítu nad portálem, vimperkem, vévodí plastika Ježíše Krista z obou stran obklopena klečícími anděly. Mezi vodorovným nadpražím a obloukem s bohatě sochařsky pojednaným reliéfem je umístěn tympanon. Figurální a florální sochařská výzdoba nechybí ani po stranách v ostění a v archivoltách. Socha lidské bytosti na sloupku s patkou, dekorovaným soklem a hlavicí půlí mohutné dřevěné dveře.
Četnost zdobení východního portálu je téměř srovnatelná s tím západním. Krabi pokrývají větší část postranních sloupů. Štít portálu je vybaven rozetovým oknem s pěti trojlisty, které přivádějí do předsíně paprsky denního světla. Trojúhelníkový štít je v rozích zdoben květy vysokého reliéfu v trojlistech. Sochařská výzdoba tympanonu nad vstupem je rozdělena na tři horizontální pásy. V horním páse je na trůně Panna Marie korunována Ježíšem Kristem. Obklopena je dvěma anděly nesoucími další dvě koruny a po krajích dvěma klečícími osobami. Ve středním páse je uložena na lůžku zesnulá Panna Marie, ke které vzhlíží většina ze dvanácti apoštolů ze spodního pásu tympanonu.
Okna na katedrále jsou dvojího typu: lomená okna a kruhová okna. Jednoduchá lomená okna bez jakéhokoliv členění se nachází na západní fasádě. Na severní a jižní straně hlavní lodi jsou okna již složená z více lomených oblouků zdobených ve vrcholu rozetami s trojlisty nebo šesticípými kružbami a trojlisty. Takovýto prvek se ještě násobí u oken transeptu, která dosahují fascinujících rozměrů a vnášejí do katedrály dostatek světla.

## Interiér

### Klenba
Hlavní loď obdélníkového půdorysu, taktéž i obě vedlejší lodě, jsou zaklenuty křížovou klenbou. Tři pětiboké apsidy utvářející prostor pro kapli sv. Josefa, Panny Marie a sv. Liviera, jsou zaklenuty hvězdicovou klenbou. Ta se nachází také ve křížení hlavní lodi a transeptu. Samotné křížení není řešeno ani věží ani kupolí. V ostatních klenebních polích stavby (fr. travé) je využito klenby křížové, jejíž diagonální oblouky vedou do svorníku. Svorníky jsou kruhové, plné či duté. Čelní oblouky jsou svedeny přes klenební žebra buď přímo na podpůrné zdivo v hlavní lodi nebo na osm párových opěrných pilířů s hlavicí zdobenou florálním motivem u lodí vedlejších, tvořících tak mezilodní arkádu. Na jeden oblouk této arkády připadají čtyři menší lomené oblouky ve střední části hlavní lodi utvářející tak triforium. Veškerá žebra jsou hranolovitá, mírně vyžlabená a stejné barevnosti jako jiné stavební prvky katedrály.

### Vitráže
Vitráže katedrály v Metách dosahující plochy 6 496 m² činí katedrálu naprosto unikátní. Jejich stáří je rozdílné - od 13. až po 20. století. V jižním transeptu se nacházejí vitráže nejstarší, ze 13. století (šest scén ze života sv. Pavla). Hermann de Münster se v roce 1384 postaral výzdobu západní fasády (350 m², symboly apoštolů a výjevy ze Starého zákona). Fascinující je i průměr rozety na západní fasádě, dosahující 11,25 m. Théobald de Lixheim v roce 1504 ztvárnil v severním transeptu korunování Panny Marie. O vitráže v horní části chóru se postaral v letech 1521-1527 Valentin Bousch. Ve 20. století se na renovaci podíleli Jacques Villon, pravým jménem Gaston Duchamp, bratr Marcela Duchampa a Roger Bissiere.

### Varhany
Varhany restaurované v roce 1981 jsou v současné době umístěny v jižní části transeptu i přes nepříznivou situaci akustického hlediska.

## Zajímavosti
V ottonské kryptě pod chórem je uchována podobizna slavného draka Graoully, který v minulosti terorizoval město.

## Fotogalerie

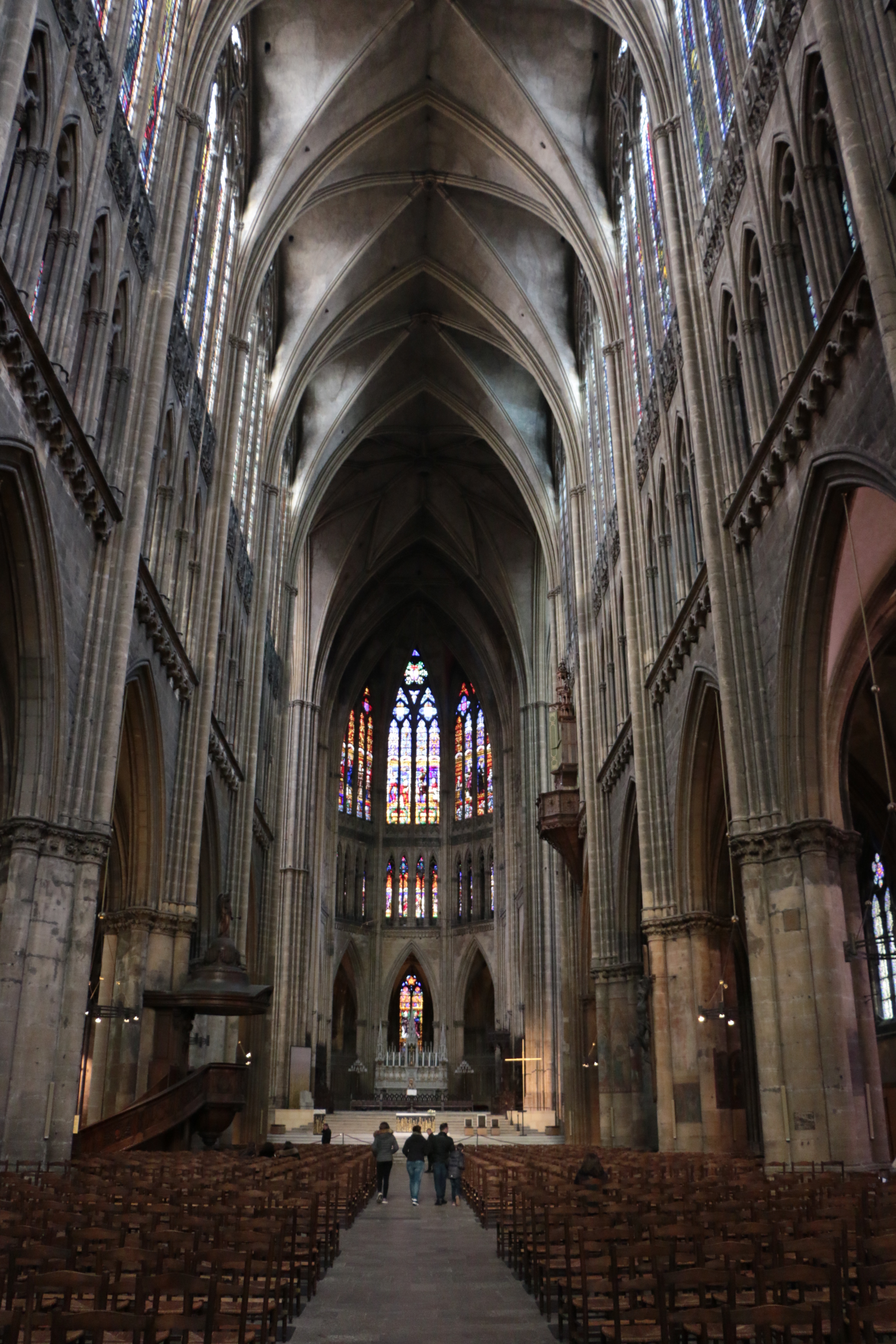
Hlavní loď, pohled ze západu do chóru katedrály svatého Štěpána v Metách
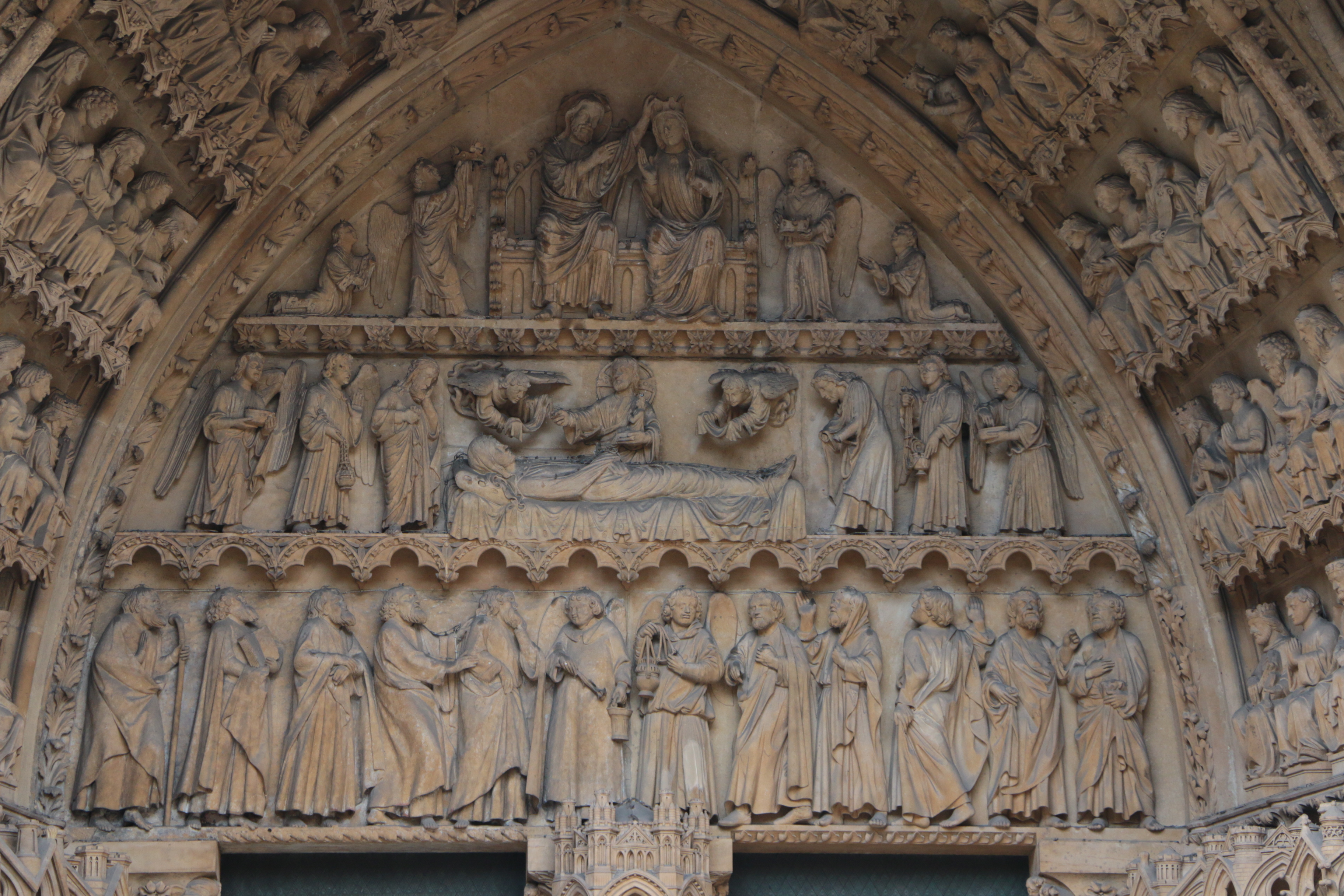
Jihozápadní portál Panny Marie
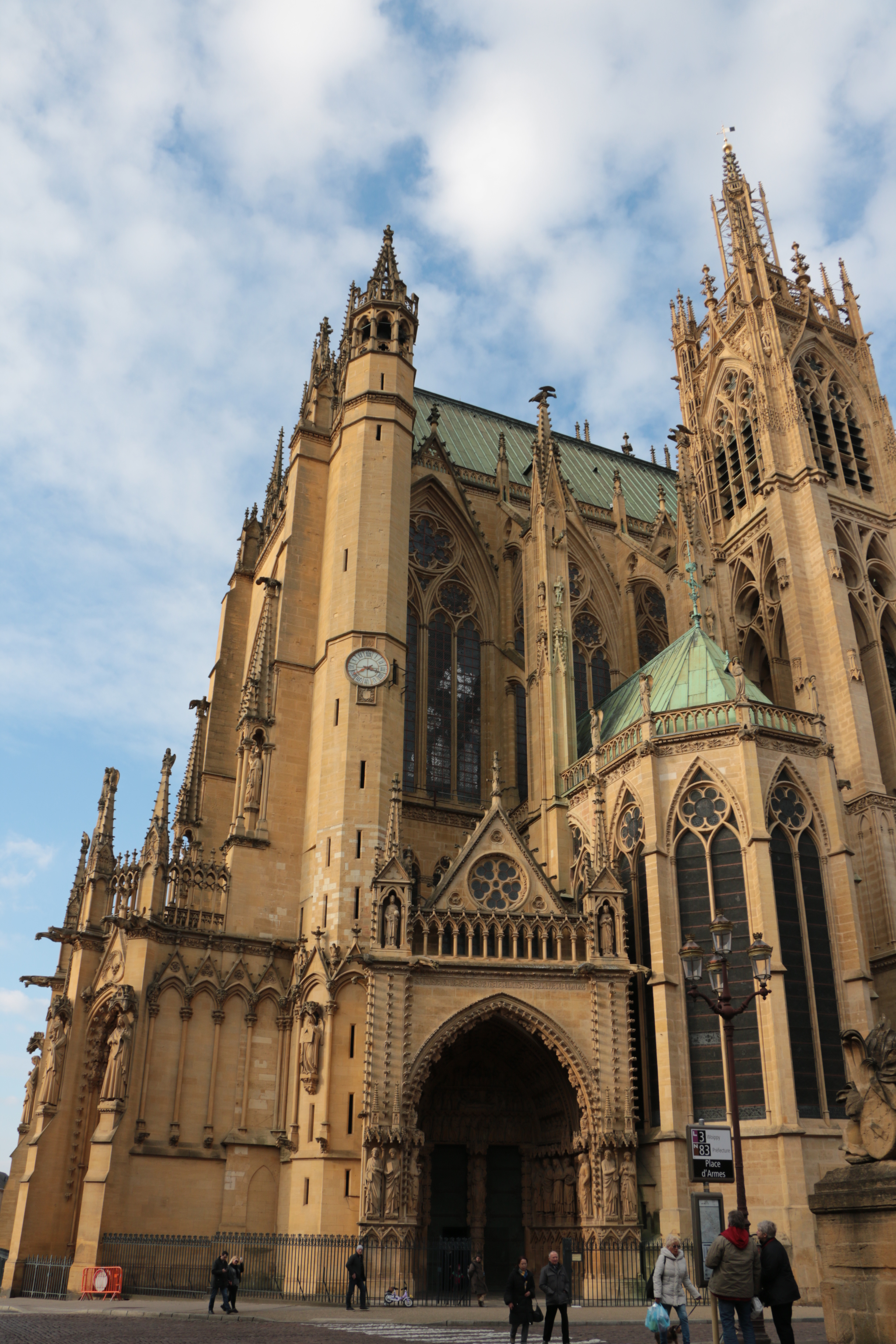
Jihozápadní pohled na katedrálu sv. Štěpána v Metách
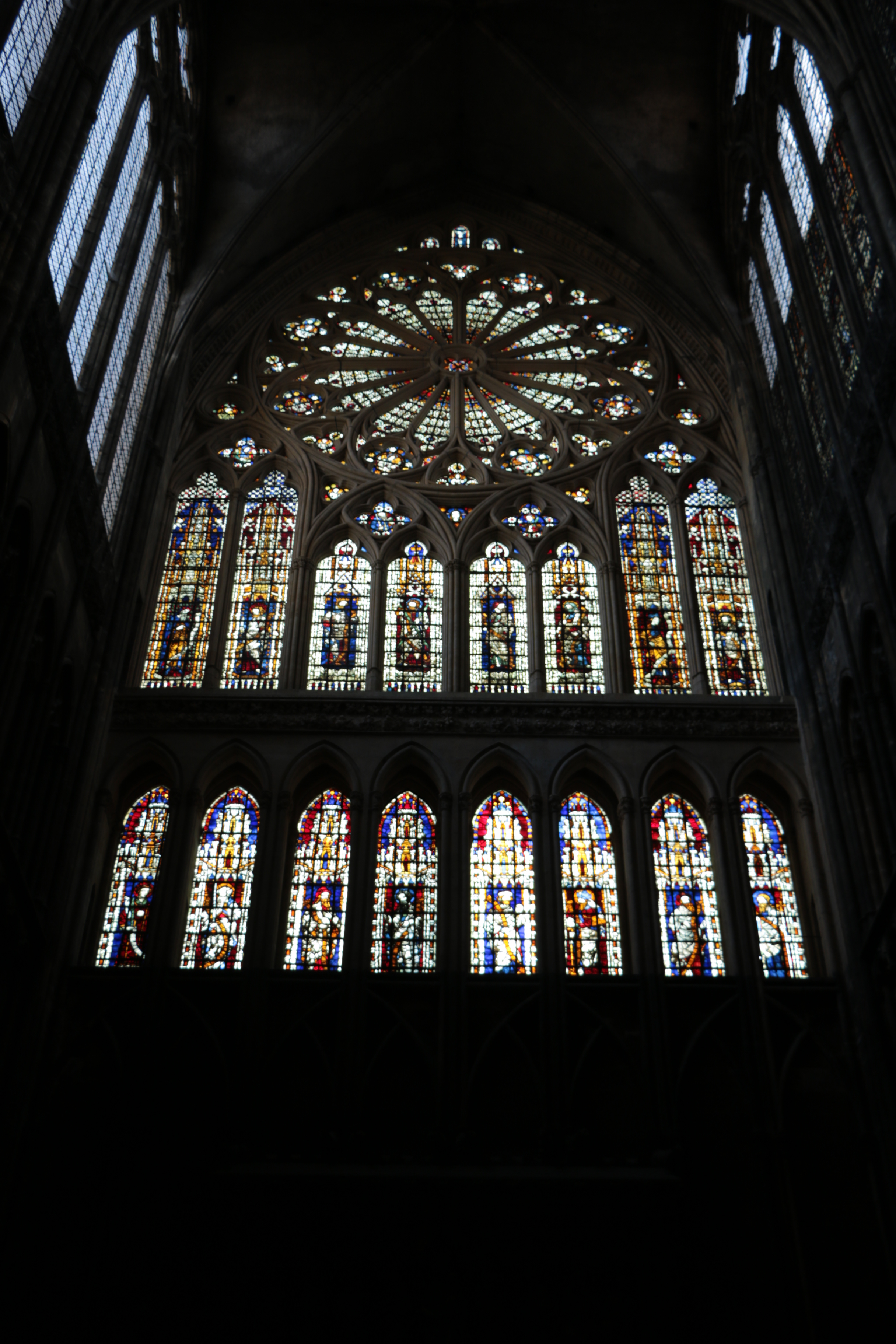
Vitráže západní části hlavní lodě od Hermanna de Munstera z roku 1385
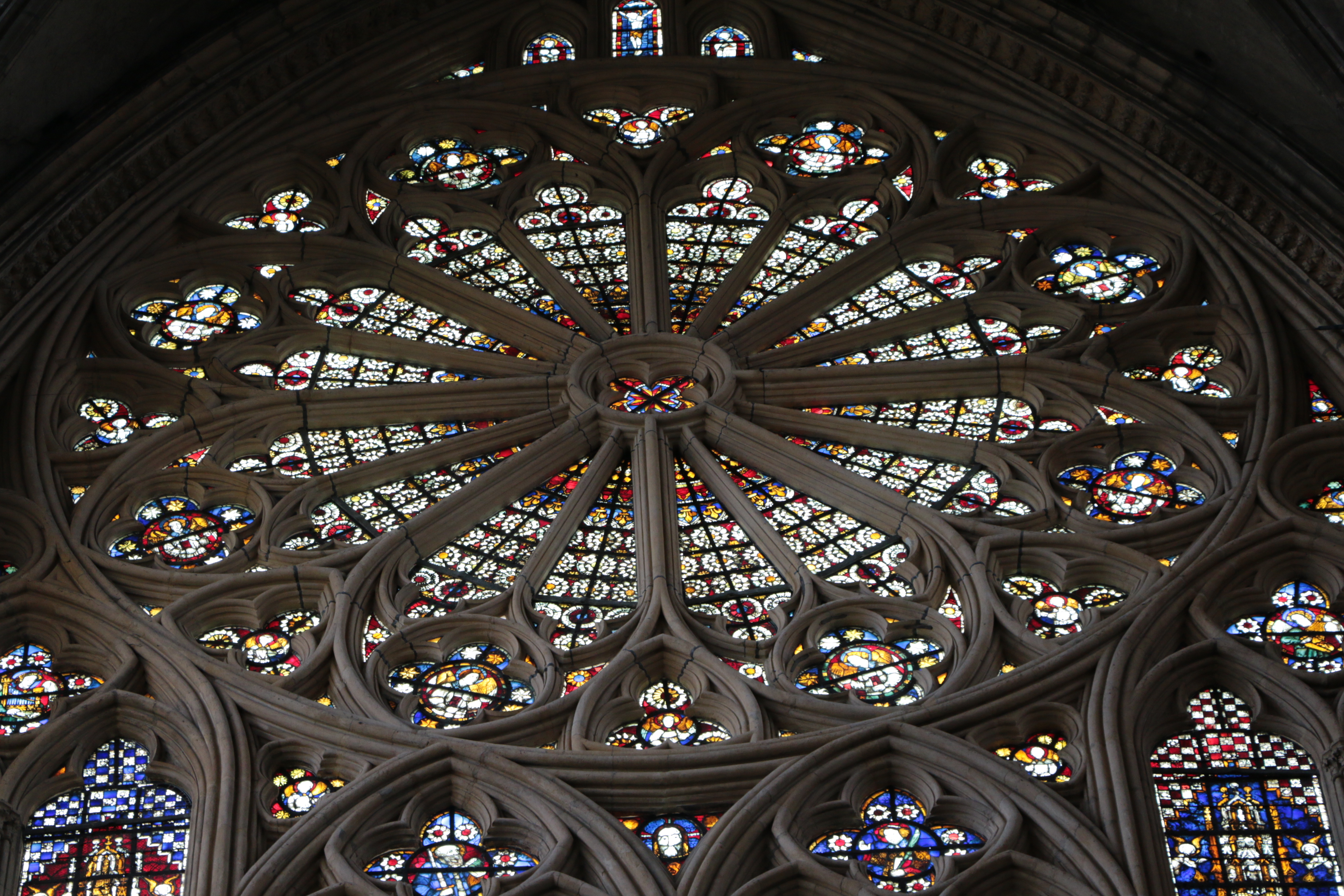
Rozeta západní části hlavní lodě od Hermanna de Munstera z roku 1385
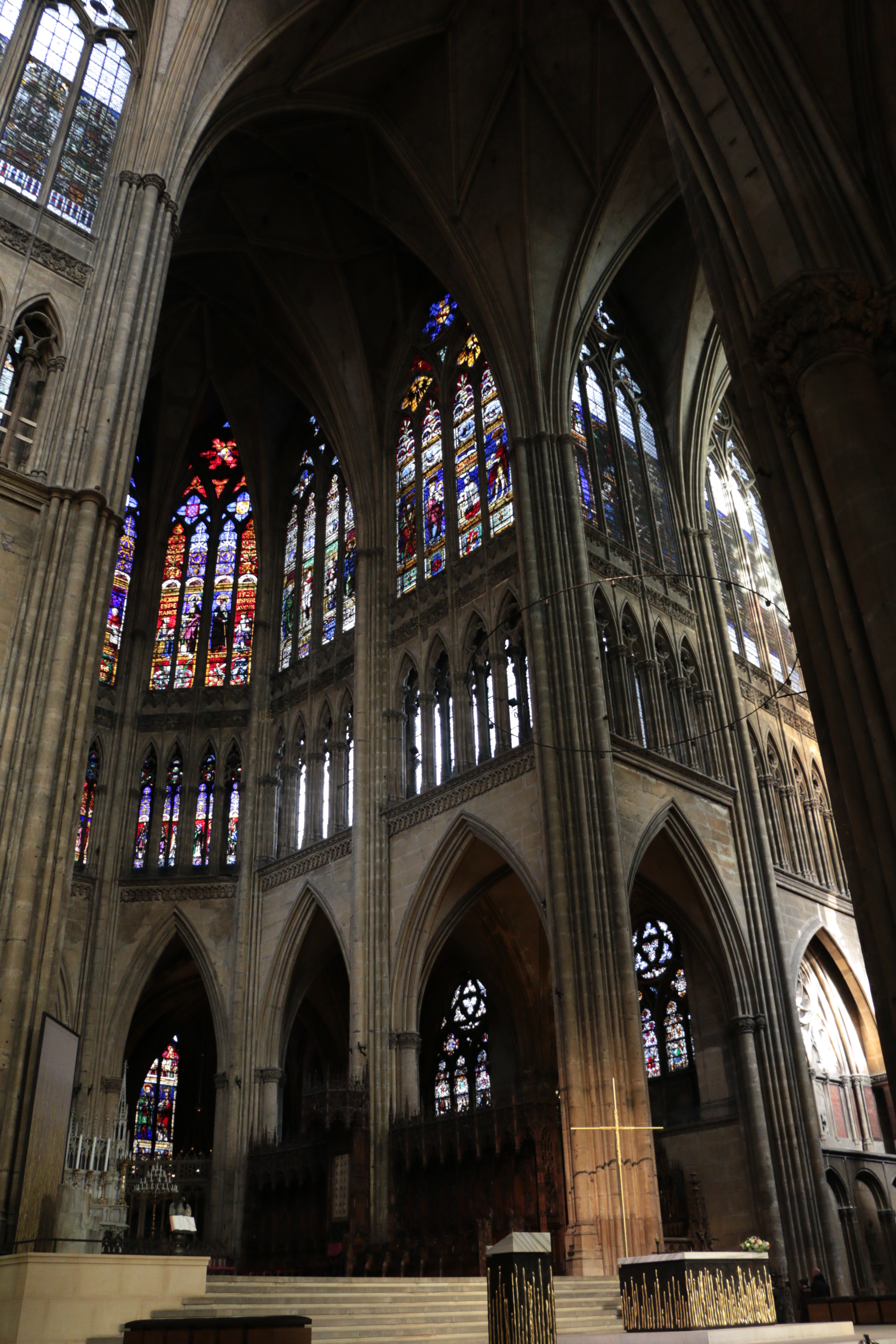
Chór a transept, severní pohled do katedrály svatého Štěpána v Metách
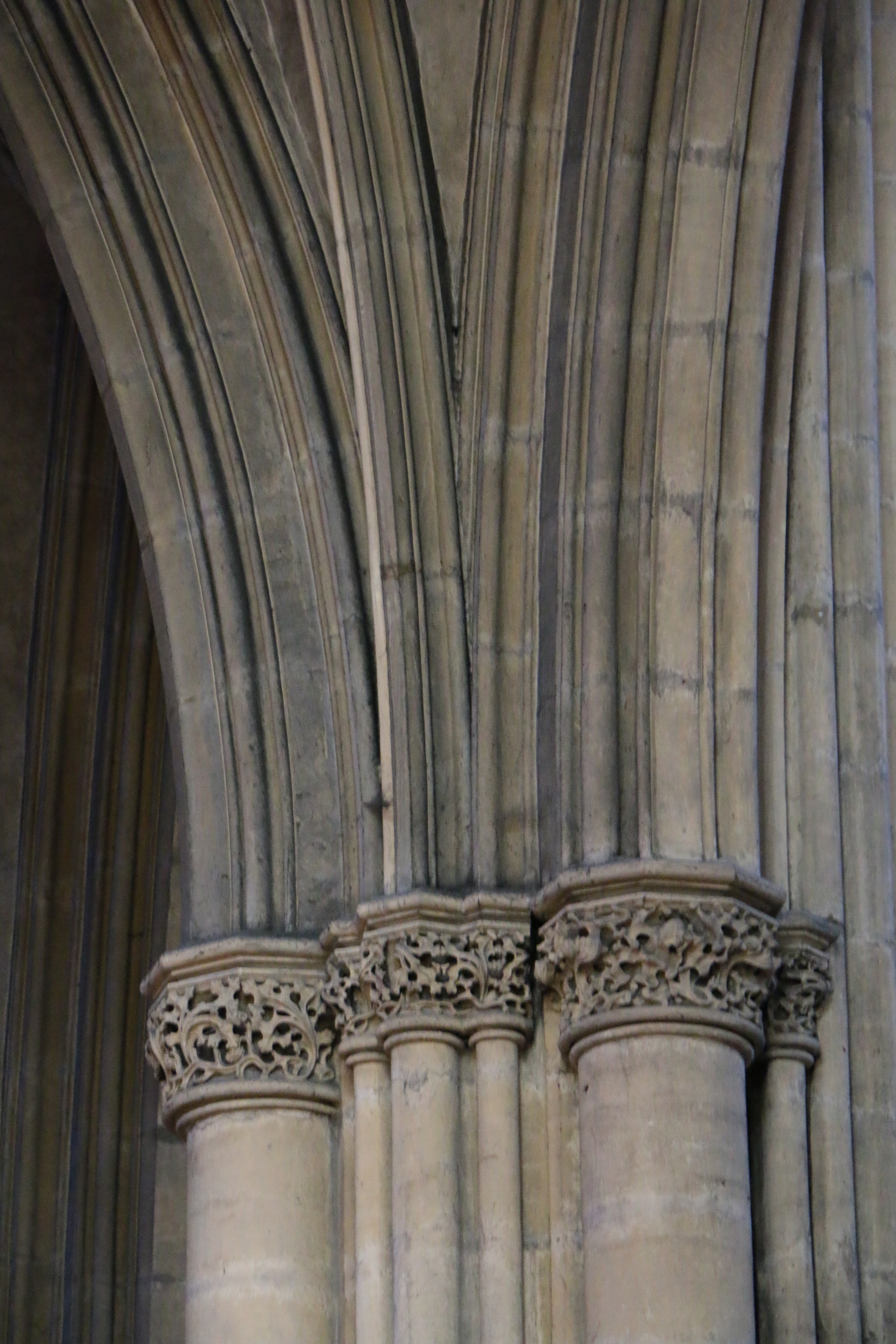
Zakončení klenebních žeber katedrály svatého Štěpána v Metách